# سن-پاردون-د-کونک
سن-پاردون-د-کونک (فرانسوی: Saint-Pardon-de-Conques‎؛ ‏تلفظ در فرانسوی: [sɛ̃ paʁdɔ̃ də kɔ̃k]) یک کمون در دپارتمان ژیروند واقع در ناحیهٔ نوول-آکیتن فرانسه است.